# Roman Wójcicki
Roman Mirosław Wójcicki (født 8. januar 1958 i Nysa, Polen) er en tidligere polsk fodboldspiller (forsvarer).
Wójcicki spillede i en årrække i hjemlandet hos blandt andet Śląsk Wrocław og Widzew Łódź. I slutningen af sin karriere var han tilknyttet Hannover 96 og FC Homburg i Tyskland. Med Widzew var han med til at vinde det polske mesterskab i 1982.
Wójcicki spillede desuden 62 kampe og scorede to mål for det polske landshold. Han var med i landets trup til båd VM i 1978 i Argentina, VM i 1982 i Spanien og VM i 1986 i Mexico. Ved 1982-slutrunden vandt polakkerne bronze.